# 위스콘신강

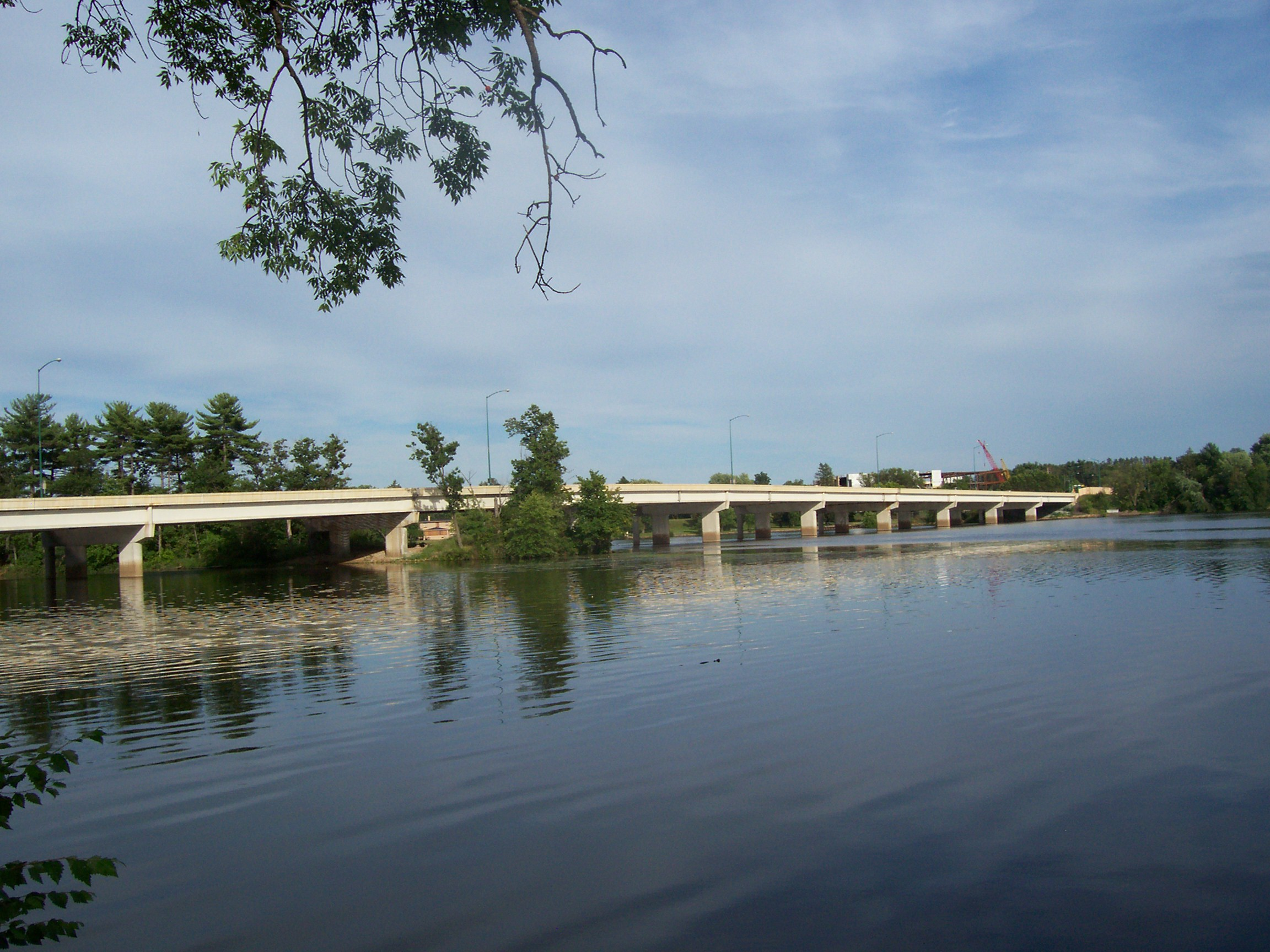
위스콘신 래피즈의 다리

위스콘신강(Wisconsin River)은 미국 위스콘신주를 흐르는 강으로, 미시시피강의 지류이다.